# Le Sacrifice (Thorgal)
Pour les articles homonymes, voir Sacrifice (homonymie).
Le Sacrifice est le vingt-neuvième tome de la série de bande dessinée Thorgal, dont le scénario a été écrit par Jean Van Hamme et les dessins réalisés par Grzegorz Rosiński. Deux versions différentes du même tome sont sorties en même temps, un album traditionnel et un deuxième (29 bis) avec, en supplément, le scénario en vis-à-vis des planches, rédigé par Jean Van Hamme et tel que Grzegorz Rosiński le découvrait. Ces deux tomes intitulés Le Sacrifice sont les dernières participations de Jean Van Hamme, créateur de la série, à Thorgal.

## Synopsis
Thorgal et sa famille sont de nouveau réunis et ont échappé aux Romains, mais Thorgal reste gravement malade. Un seul homme semble encore capable de le sauver de la mort : Manthor, un magicien maudit par les dieux qui vit dans l'Entremonde et pratique la magie rouge.

## Critique
Dans un dossier consacré aux quarante ans de la série en 2017, Arno Kikoo du site 9e Art s'intéresse à l'évolution graphique de Grzegorz Rosiński, qui emploie à partir de cet album le procédé de la couleur directe. Il trouve le résultat « superbe », précisant qu'il a « l'impression d'avoir autant de peintures que de cases de BD ». Il note toutefois « une certaine perte de finesse par moments », contrebalancée par « des paysages et décors somptueux ».

## Publication
Tome 29
- Le Lombard, octobre 2006  (ISBN 2-8036-2198-3)
- Le Lombard, février 2014  (ISBN 978-2-8036-2198-9)

Tome 29 bis
- Le Lombard, octobre 2006  (ISBN 2-80362-227-0)